# Suczki (powiat gołdapski)
Suczki (niem. Sutzken) – wieś w Polsce położona w województwie warmińsko-mazurskim, w powiecie gołdapskim, w gminie Gołdap.
W latach 1975–1998 miejscowość należała administracyjnie do województwa suwalskiego.
Wieś została założona przez osadników polskich.
Podczas akcji germanizacyjnej nazw miejscowych i fizjograficznych (tzw. chrzty hitlerowskie) utrwalona historycznie nazwa niemiecka Sutzken została w 1938 r. zastąpiona przez administrację nazistowską sztuczną formą Hitlershöhe.